# Can You Please Crawl Out Your Window?
«Can You Please Crawl Out Your Window?» es una canción del músico estadounidense Bob Dylan. Publicada como sencillo en diciembre de 1965, alcanzó el puesto 58 en la lista estadounidense Billboard Hot 100 y el diecisiete en la británica UK Singles Chart. Durante la grabación, Dylan contó con el respaldo de The Hawks, una banda posteriormente conocida como The Band y que fue su banda de acompañamiento durante la gira mundial del músico en 1966. El grupo estuvo integrado por el guitarrista Robbie Robertson, el bajista Rick Danko, el pianista Richard Manuel, el organista Garth Hudson y el batería Levon Helm.
Dylan tocó la canción a Phil Ochs en el transcurso de un viaje en una limusina. Cuando Ochs expresó un sentimiento tibio sobre la canción, Dylan lo echó de la limusina y le gritó: «Tú no eres un cantante de folk. Eres un periodista». Dos versiones primerizas fueron grabadas en julio de 1965 durante las sesiones de Highway 61 Revisited, con una banda integrada por Mike Bloomfield y Al Kooper. Sin embargo, ninguna de estas versiones ha sido publicada oficialmente.
Originalmente publicada únicamente como sencillo, «Can You Please Crawl Out Your Window?» fue incluido en recopilatorios como Masterpieces (1978), Biograph (1985) y The Essential Bob Dylan (edición británica; 2000), así como en la caja recopilatoria de The Band A Musical History (2005).

## Versiones
«Can You Please Crawl Out Your Window?» ha sido versionada por varios artistas: Wilko Johnson grabó una versión en su álbum de 1981 Ice on the Motorway, mientras que el grupo neoyorquino The Vacels publicó otra versión en 1965. The Jimi Hendrix Experience realizó una versión para la BBC, publicada posteriormente en el álbum BBC Sessiones. The Hold Steady también versionó el tema en la banda sonora del biopic I'm Not There.
Transvision Vamp incluyó una versión de «Can You Please Crawl Out Your Window?» en su tercer álbum, Little Magnets Versus the Bubble of Babble, mientras que Les Fradkin publicó otra en el álbum tributo a Dylan If Your Memory Serves You Well en 2006. Wilko Johnson regrabó la canción en el álbum Going Back Home, con Roger Daltrey, cantante de The Who, como vocalista.

## Personal
- Bob Dylan: voz, guitarra y armónica
- Rick Danko: bajo
- Levon Helm: batería
- Garth Hudson: órgano
- Al Kooper: órgano
- Richard Manuel: piano
- Robbie Robertson: guitarra